# المنشبة
المنشبة (الحبقة) قرية سعودية، تتبع مركز الشواق في محافظة الليث بمنطقة مكة المكرمة.